# Loxosomella lecythifera
Loxosomella lecythifera är en bägardjursart som beskrevs av Iseto 2003. Loxosomella lecythifera ingår i släktet Loxosomella och familjen Loxosomatidae. Inga underarter finns listade i Catalogue of Life.